# Auburn Hills (Michigan)
Auburn Hills er en amerikansk by i delstaten Michigan i USA. Den ligger i det amerikanske county Oakland County og har et indbyggertal på 24.360 (2020) indbyggere.

## Ekstern henvisning
- Officiel hjemmeside